# Eric Eustace Williams
Dr. Eric Eustace Williams (Trinidad, colonia británica de Trinidad y Tobago, 25 de septiembre de 1911 - Puerto España, Trinidad y Tobago, 29 de marzo de 1981) fue el primer primer ministro de Trinidad y Tobago y un notable historiador. Se dedicó a la política desde 1956 hasta su muerte en 1981. Fue el fundador del Movimiento Nacional del Pueblo (MNP) en 1955, con el que se inició el movimiento independentista que culminó en 1962. En su labor como historiador, en 1944 publicó al fin el fruto de sus más de 10 intensos años de estudios previos, Capitalismo y esclavitud.

## Primeros años
Fue el mayor de una familia de clase media. Su padre era funcionario de origen negro y la madre, ama de casa, descendía de una familia criolla. Desde pequeño tuvo acceso al mundo cultural y literario de la época. Ayudó a la crianza de sus hermanos y en las tareas del hogar. Era un muy buen estudiante, lo que le dio la posibilidad de conseguir becas como la que le otorgó el Queen´s Royal College. En él conoció a CLR James que en aquel momento era profesor. Consiguió las más altas notas por lo que pudo conseguir una beca para estudiar en Oxford en 1932.

## Etapa universitaria
En 3 años obtiene la licenciatura en Historia y en 1938 el doctorado con la disertación The Economic Aspect of the Abolition of the West Indian Slave Trade que pasaría luego a formar parte de la obra Capitalismo y esclavitud. En esa etapa conocerá a una organización panafricanista de Londres liderada por su antiguo profesor CLR James y George Padmore. Además conocerá a quien más tarde será su primera esposa, Elsie Ribiero. 
En Inglaterra no encontrará trabajo por lo que marcha a Estados Unidos en 1938 donde trabajará como profesor en la Universidad de Howard de Washington D. C..

## Profesor en Estados Unidos
En Washington se dedicará a dar clases y a la investigación. De esta época son muchas de sus obras. En 1942 publicará El negro en el Caribe, dos años más tarde Capitalismo y esclavitud. En 1945, British Historians and West Indies y Education in British West Indies. Gracias a estas publicaciones conseguirá trabajar en la Comisión del Caribe, órgano colonial encargada de buscar vías de desarrollo en la región. En estos años nacen dos de sus hijos, a los que abandonará junto a su mujer en 1948, año en el que fue destinado a Trinidad y Tobago.
En su tierra natal se dedicará a dar charlas y a crear un proyecto para educar a adultos. El contacto con las organizaciones de base le llevó a conocer los anhelos y esperanzas del Pueblo, además de conocer la realidad de los trinitenses y caribeños en general. Fue así como se fue formando su perfil político y su deseo de cambiar la sociedad caribeña por medio de un enfoque pancaribeño y liberal. 

«Mi segunda arma fue una campaña de educación de adultos [...] La Comisión del Caribe estaba decidida a no hacer nada para promover la causa del nacionalismo de las Indias Occidentales y la educación de sus pueblos. Me dedicaría a la educación del pueblo y la causa del nacionalismo en las Indias Occidentales y, al transmitirles los frutos de la educación que había recibido a sus expensas, pagaría su inversión en mi.»

En 1955, es despedido de la Comisión debido a su postura nacionalista, anticolonial y a querer utilizar la Comisión como una herramienta para promover el independentismo, llegando a ser tachado de comunista. Para la defensa de su postura escribió My Relations with the Caribbean Commission, 1943-1955. Una vez despedido dedicará todos sus esfuerzos a conseguir la independencia del país mediante la Política.

## Lucha por la independencia
Además del proyecto de la educación popular, fundó en 1956 el Movimiento Nacional del Pueblo con el que gana las elecciones ese año. Accede al cargo de Primer ministro, puesto que no dejará hasta su muerte en 1981. Para ello se acercó a las organizaciones obreras y al resto de líderes del Caribe anglófono. Estuvo durante algún tiempo en Europa donde con C.R.L James y George Padmore debatió como implementar su política. Consiguió la independencia de Trinidad y Tobago en 1962 junto a su partido y el apoyo mayoritario de los trinitenses.
En estos años escribe History of the People of Trinidad & Tobago, Inward Hunger: The Education of a Prime Minister y De Colón a Castro: Historia del Caribe.

## Enfrentamiento contra el Black Power
Durante todo su mandato destacan los logros educativos y de la integración económica de la región. Junto con Arthur Lewis fomentó la creación de la Comunidad del Caribe. A pesar de ello sufrió una gran crisis política al querer crear un pueblo con conciencia criolla que abarcase todas las religiones y Pueblos que formaban el país. El proyecto chocó de frente con el movimiento Black Power. El discurso de este movimiento llegó a la Universidad de las Indias Occidentales del país. Este discurso que traía el rastafarísmo y islamismo negro gustó entre unos estudiantes que ya eran independientes geopolíticamente hablando. Como ya adelantó en su libro El negro en el Caribe de 1942, El Black Power tuvo la mayor repercusión entre los trinitenses que en el resto de los caribeños pues se llegó a llamar a esa época Revolución Black Power de 1970. Hubo una gran cantidad de manifestaciones y disturbios que provocaron un estado de emergencia a lo largo del país.
Eric Williams defendió la posición criolla como una conciencia nacional afirmando que el Black Power era <<racismo inverso>> sobre otros pueblos como el asiático que también formaba parte de la nación. A la vez trató de unir el discurso del Black Power enfatizando que algunos de sus postulados también eran compartidos por él. Pero ninguna de las posturas adoptadas serían válidas y la nueva clase media, que él había ayudado a surgir, pedía un cambio en el Gobierno. No fue capaz de mantener un diálogo que fructificará ante los protagonistas de esta nueva realidad.

### Obras de Eric Williams
en castellano
- Capitalismo y esclavitud. Madrid: Traficantes de sueños. 2022. ISBN 978-84-96453-60-9.
- De Colón a Castro: la historia del Caribe 1492-1969. México D. F.: Instituto Mora. 2013. ISBN 9786077613145.
- El negro en el Caribe y otros textos. La Habana: Casa de las Américas,. 2011. ISBN 9789592603486.

en inglés
- British Historians and the West Indies. Londres: Andre Deutsch. 1966.
- Education in the British West Indies. Guardian Commercial. 1950.
- History of the People of Trinidad and Tobago. New York: University Place. 1964.
- Inward Hunger: The Education of a Prime Minister. Londres: Andre Deutsch. 1969.
- Speaks: Essays on Colonialism and Independence. Calaloux Publications. 1993. ISBN 9780870238871.

### Obras sobre Eric Williams
- Boodhoo, Ken (2002). The Elusive Eric Williams (en inglés). Puerto España: Prospect Press.
- Deosaran, Ramesh (1981). Eric Williams: The Man, The Ideas and His Politics (A Study of Political Power) (en inglés). Puerto España: Signum.
- García-Muñiz, Humberto (2009). <<El proyecto Pancaribe de Eric Williams>> en De Colón a Castro: La historia del Caribe 1492-1969. México D. F.: Instituto Mora. pp. 11-94. ISBN 9786077613145.
- Palmer, Colin A. (2006). Eric Williams and the Making of the Modern Caribbean (en inglés). Chapel Hill: University of North Carolina Press.
- Ryan, Selwyn (2009). Eric Williams: The Myth and The Man (en inglés). Mona: University of The West Indies Press. ISBN 9789766402075.
- St. Pierre, Maurice (2015). Eric Williams and the Anticolonial Tradition. The Making of a Diasporan Intellectual (en inglés). Charlotteville: University of Virginia Press. ISBN 9780813936741.